# McAllen
McAllen je město v okrese Hidalgo County ve státě Texas ve Spojených státech amerických. Nachází se v Rio Grande Valley, přičemž sousedí mimo jiné s městy Mission a Edinburg. Jižně od města se nachází státní hranice USA s Mexikem a mexické město Reynosa. Co do počtu obyvatel jde o 23. největší město v Texasu.
K roku 2020 zde žilo 142 210 obyvatel. S celkovou rozlohou 162km² byla hustota zalidnění 896 obyvatel na km². Město se nachází v oblasti se subtropickým semiaridním podnebím. Téměř 90 % obyvatel města tvořili v roce 2020 Američané hispánského a latinskoamerického původu. Město k roku 2022 dlouhodobě patřilo mezi nejbezpečnější místa v Texasu.